# ナプキン

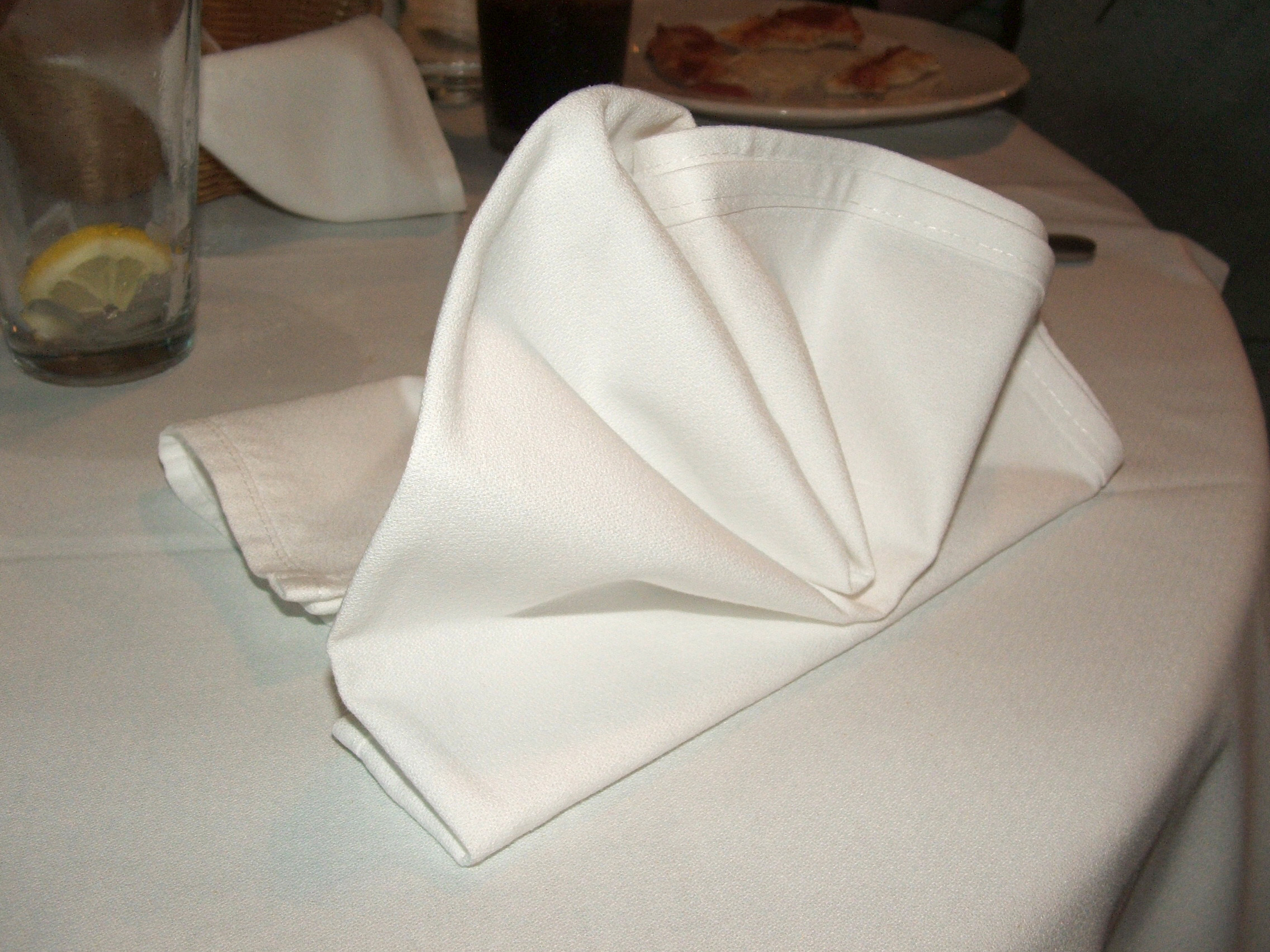
テーブル上に折り畳まれて用意されたナプキン

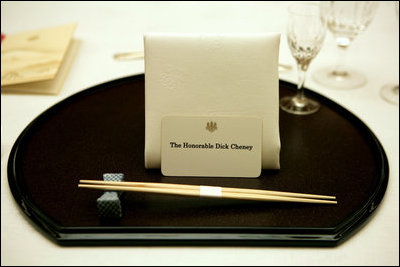
会席膳に折り畳まれて用意されたナプキン

ナプキン（napkin）は、食事の際に、油などの飛散による衣服の汚れを防止したり、食後に口の周りを拭いたりするための布。使い捨てのものでは紙や不織布のものもある。生理用のナプキンと区別するために、「テーブルナプキン」と呼ぶこともある。
なお「布巾（ふきん）」からの連想で「ナフキン」と呼ばれることもあり、辞書に掲載される例もある。

## 歴史
料理を手づかみで口にしていた時代の、手拭きが発展したもので、ローマ時代にはマッパ（mappa）と呼ばれる布が用いられるようになる。中世にはテーブルクロスが出現し、この片隅で手をふいていたが、17世紀ごろからは現在の形が現れた。紙ナプキンを作りはじめたのは日本が最初で，まだ欧米で薄い紙の製造技術が発達していなかった明治時代に，手漉き和紙に木版刷りのナプキンが輸出された。
ナプキンは位置皿に折ってセッティングする（折り方には数種ある）。テーブルウエアとしてナプキンリングが用いられることもある。外食産業などではナプキン立てにまとめて用意される。
衣服の汚れを防止するものの使い方としては、肩から掛けたり、ひざの上に掛けたりする方法で使われる。大きさはほぼフェイスタオル程度。肩から掛けるものでは、首の後ろで結べるようになっている。
口の周りを拭くものは、小型のものとなる。

## 使い方

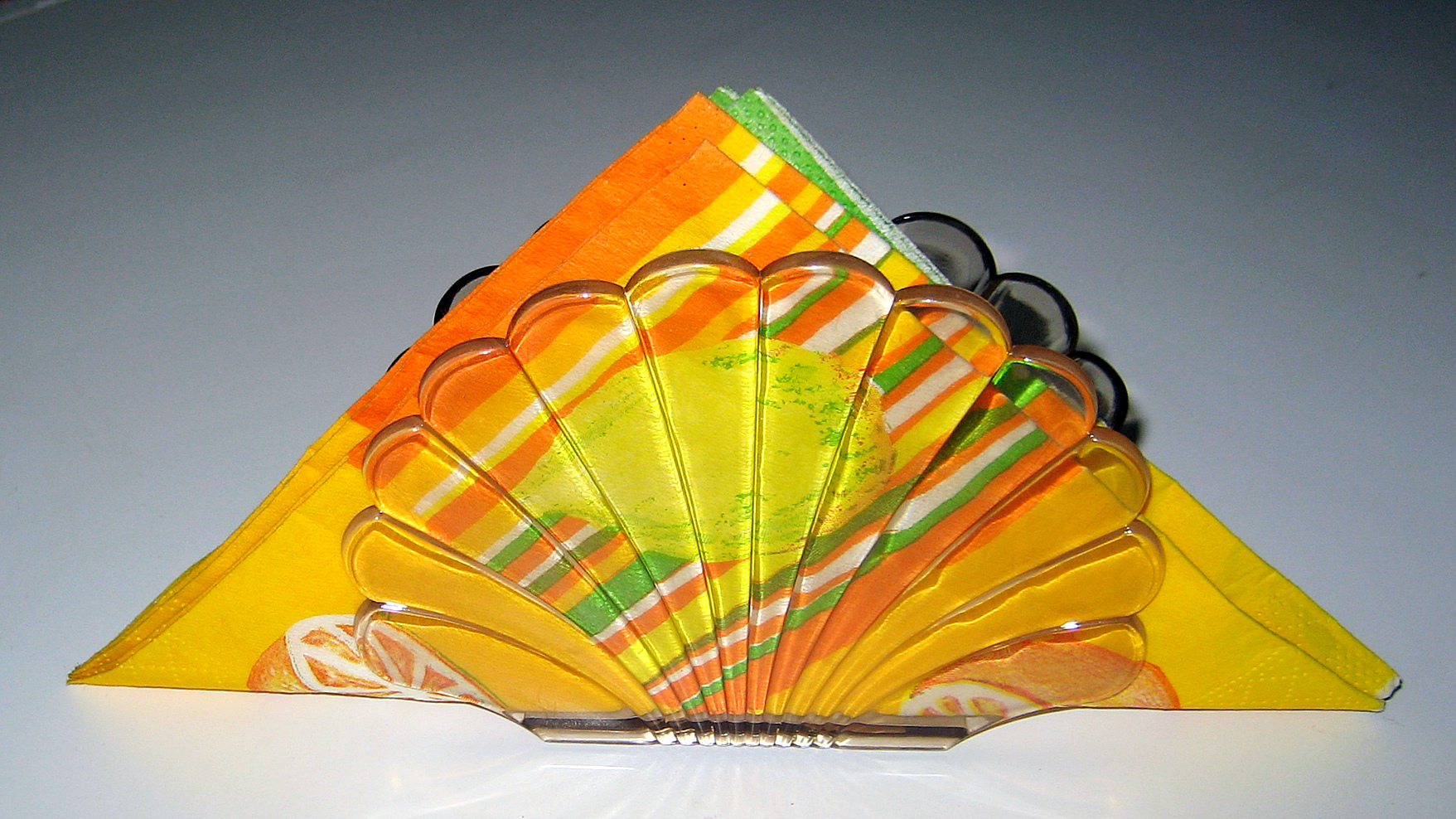
ナプキン

着席したら、オーダーした後に、食前酒やオードブルがサーブされる前に頃合いを見計らい、取り上げて広げてから二つ折りにし、折り目を手前（体側）にして膝から腿（もも）の上に広げる。
なお、ホスト（正客、主賓や目上の人）や女性が居る場合は、その人の後にする方が良い。
指や口元を拭く場合は、その内側を使い、元に戻した時に外から見えないようにする。

## 食後
西洋料理では、食後にナプキンを丁寧に畳んでテーブルに置くと「料理が口に合わなかった」という意思表示になる。テーブルマナーでは、食後は軽く折りたたんでテーブルの上に置くのがよいとされる。なお、基本的には中座は好ましくはないが、中座する場合には椅子の背あるいは椅子の上に置く。